# Taglio di Po
Taglio di Po es una comuna en la región de Véneto, provincia de Rovigo, con cerca de 8537 habitantes. Se extiende sobre un área de 79  km², con una densidad de población de 105 habitantes/km². Limita con las comunas de Adria, Ariano nel Polesine, Corbola, Loreo, Porto Tolle y Porto Viro.

## Historia
La historia de la comuna se desarrolla a partir del periodo contemporáneo. En tiempos antiguos no era más que un mar de dunas, cordón sanitario donde se encuentra la pequeña porción del Mazzorno Destro, habitada desde 1530.
El territorio restante se formó después del establecimiento de la corte de Porto Viro, por el trabajo hidráulico llevado a cabo por Venecia entre 1600 y 1604.
Los primeros asentamientos en el centro de la localidad tuvieron lugar alrededor de 1750. Hasta la invasión de Napoleón en 1796 permaneció dentro de la República de Venecia. 
Ingresó en el distrito de Ariano nel Polesine y posteriormente experimentó los mismos acontecimientos históricos que este hasta 1866, al tiempo de la tercera guerra de Independencia de Italia.

## Demografía
| Gráfica de evolución demográfica de Taglio di Po entre 1861 y 2001 |
|                                                                    |
| Fuente ISTAT - elaboración gráfica de Wikipedia                    |